# Swartberg
Lo Swartberg (letteralmente, "montagna nera" in afrikaans) è una catena montuosa sudafricana che si estende da est a ovest separando il Piccolo Karoo, a sud, dal Grande Karoo a nord. Fa parte del più vasto sistema montuoso della Cintura di pieghe del Capo.

Carta topografica del Capo Occidentale